# Evasion Mont Blanc
Evasion Mont Blanc (ook Évasion Mont-Blanc) is een groot wintersportgebied in de Franse Alpen, ten westen van de Mont Blanc in de departementen Haute-Savoie en Savoie. Evasion Mont Blanc bestaat sinds minstens de jaren 1990 als een gedeelde skipas voor verschillende skigebieden. Het bestaat uit Megève, Saint-Gervais-les-Bains en Saint-Nicolas-de-Véroce, die onderling verbonden zijn; Les Contamines-Montjoie-Hauteluce; Megève (le Jaillet), Combloux en La Giettaz; en tot slot Cordon. Die twee laatste gebieden hebben ook een gedeelde, kleinere skipas, Les Portes du Mont Blanc. Het skigebied van Megève, Saint-Gervais en Saint-Nicolas is het 33e grootste aaneengesloten skigebied ter wereld en het 13e in Frankrijk.

## Geografie

### Ligging
Evasion Mont Blanc ligt in het noordwesten van de Alpen, in het departement Haute-Savoie met uitlopers tot in Savoie, op de plaats waar verschillende valleien samenkomen: de vallei van de Arly, van de Arve, van Chamonix en de Val Montjoie. Het wintersportgebied ligt in de gemeenten Combloux, Cordon, Demi-Quartier, Hauteluce, La Giettaz, Les Contamines-Montjoie, Megève, Saint-Gervais-les-Bains en Sallanches.
Het is een van verschillende grote skigebieden in de streek. Ten westen ligt het Domaine des Aravis (La Clusaz-Manigod), ten noordwesten Le Grand Bornand - St. Jean de Sixt, ten noorden het kleine Passy Plaine-Joux en Le Grand Massif (met onder andere Flaine), ten oosten Les Houches en iets verderaf Chamonix-Mont-Blanc en ten zuidwesten Espace Diamant. Het deelt een exclusieve skipas met verschillende van hen, Mont Blanc Unlimited.

### Skigebieden
Het wintersportgebied omvat verschillende sectoren, die niet allemaal onderling verbonden zijn. Tussen de skidorpen Megève, Demi-Quartier, Saint-Gervais-les-Bains en Saint-Nicolas-de-Véroce kan geskied worden op de flanken van de Mont Joly (2525 meter), Mont Joux (1964 m) en Mont d'Arbois (1839 m). Megève, dat vier sectoren heeft op zijn grondgebied, benoemt dit als de sector Mont d'Arbois. In Megève kunnen skiërs met een gondelbaan oversteken naar de sectoren Rochebrune en Côte 2000. Samen vormen deze sectoren het grootste aaneengesloten gebied van Evasion Mont Blanc.
Een vierde sector van Megève, Jaillet, is verbonden met La Giettaz en Combloux. Tot slot staat het kleine domein van Cordon volledig op zich, en is ook het gebied van Les Contamines-Montjoie en Hauteluce niet verbonden met de andere domeinen.

### Galerij skidorpen

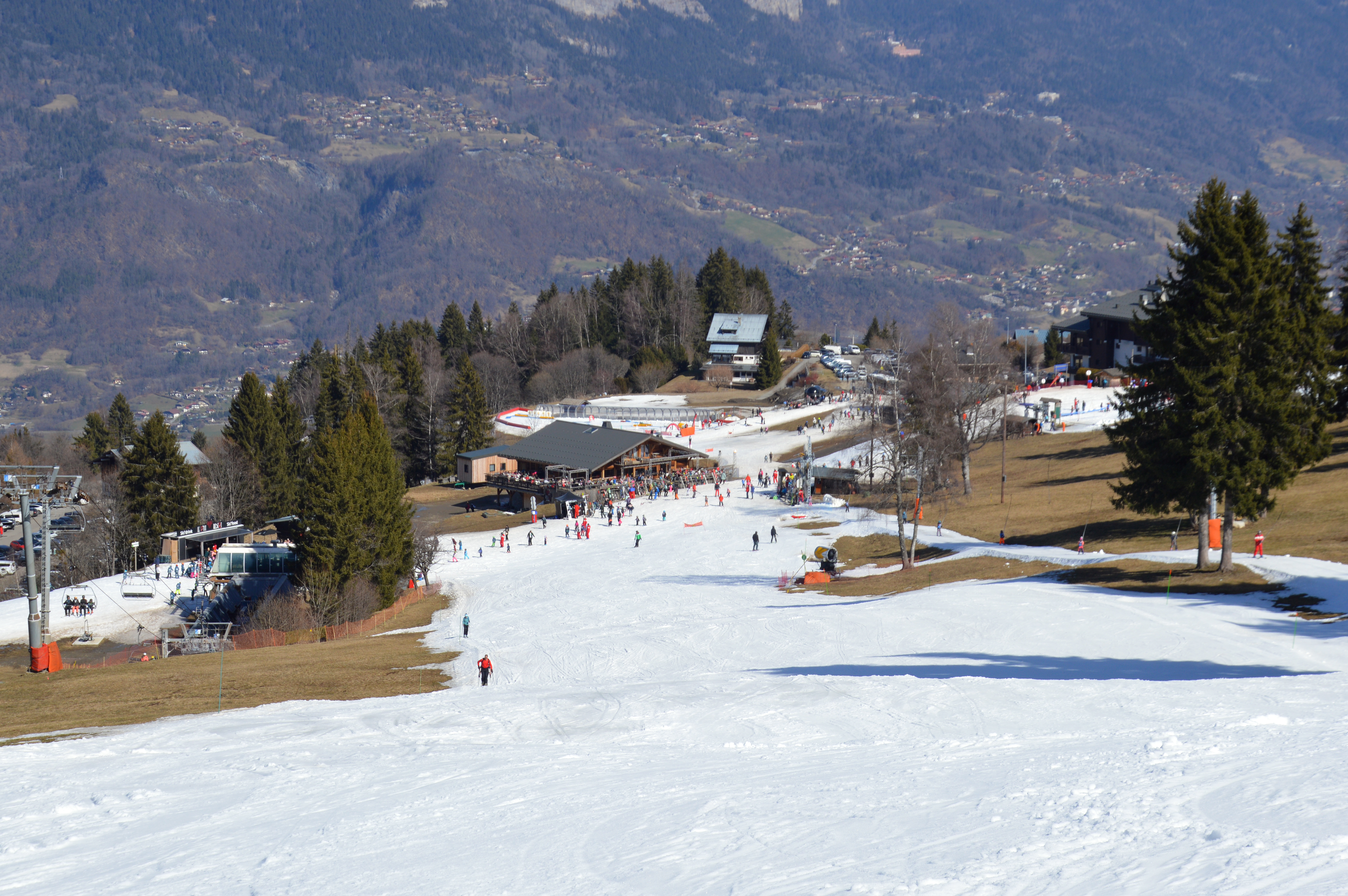
Combloux
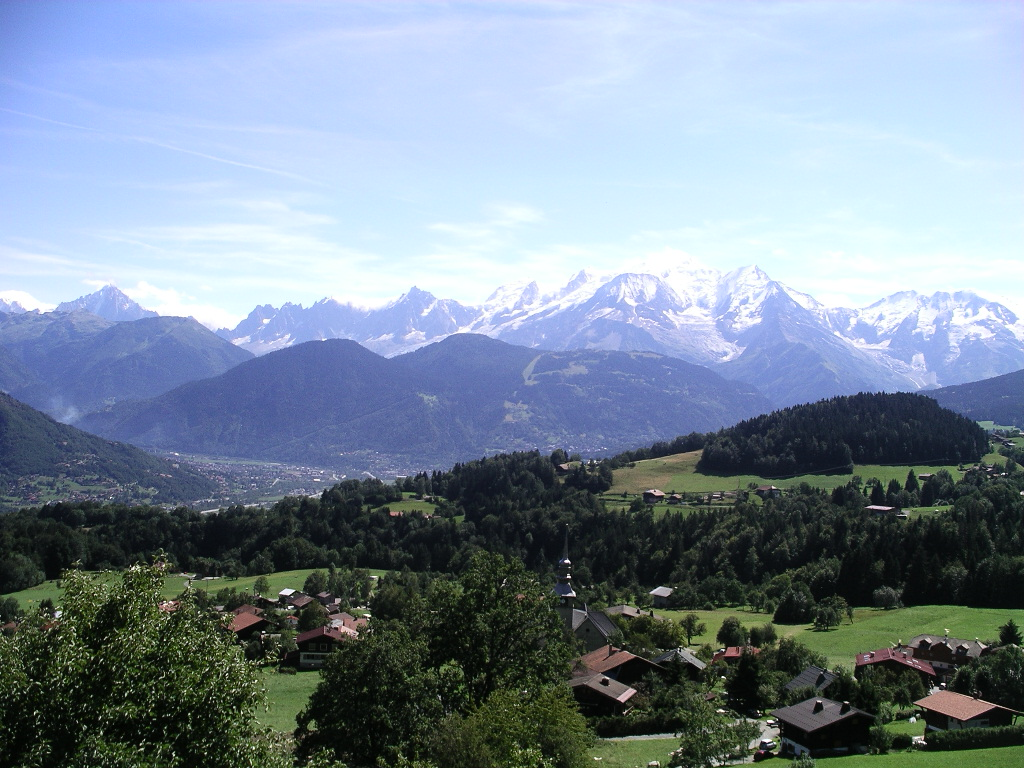
Cordon
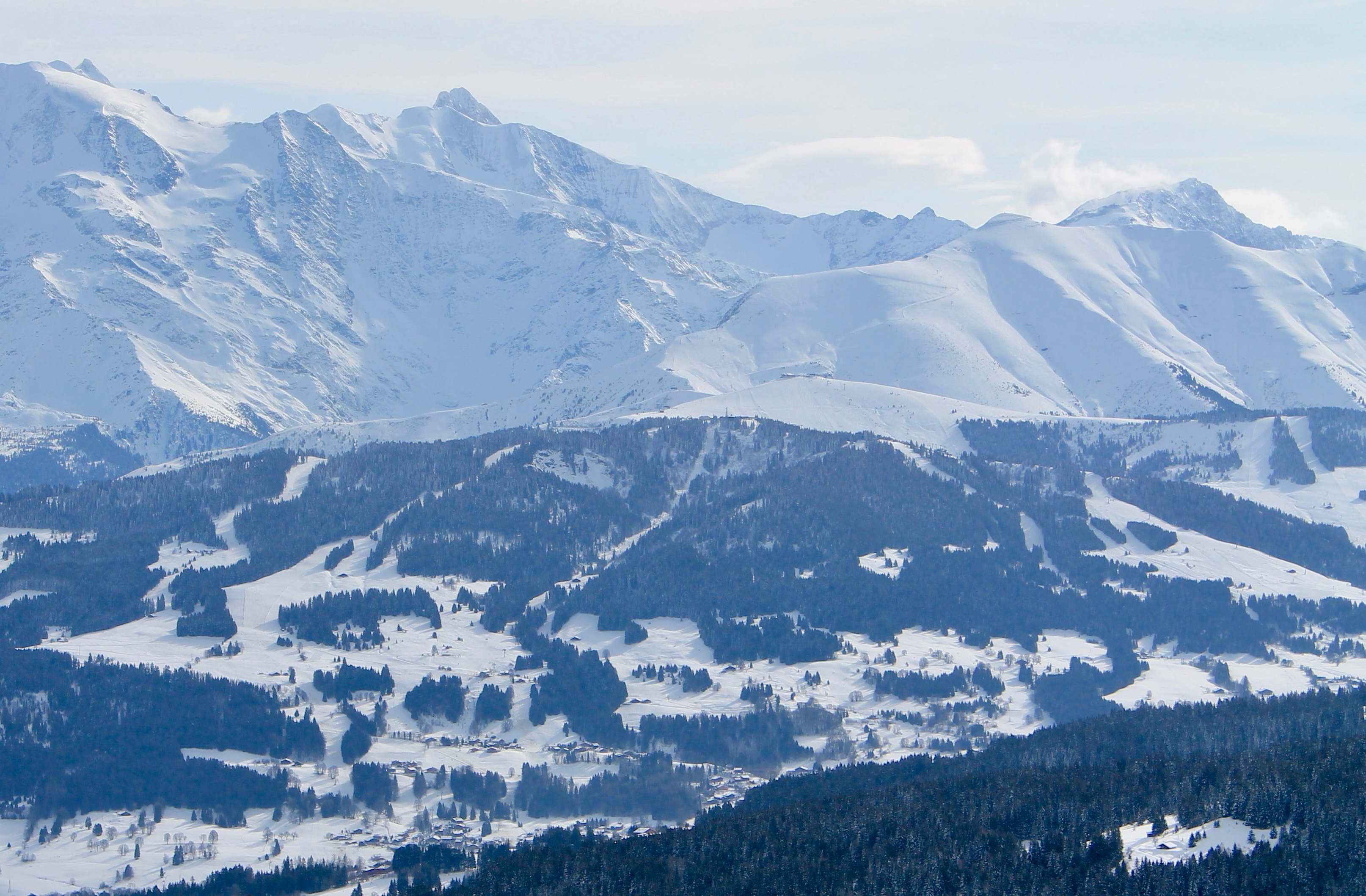
Demi-Quartier
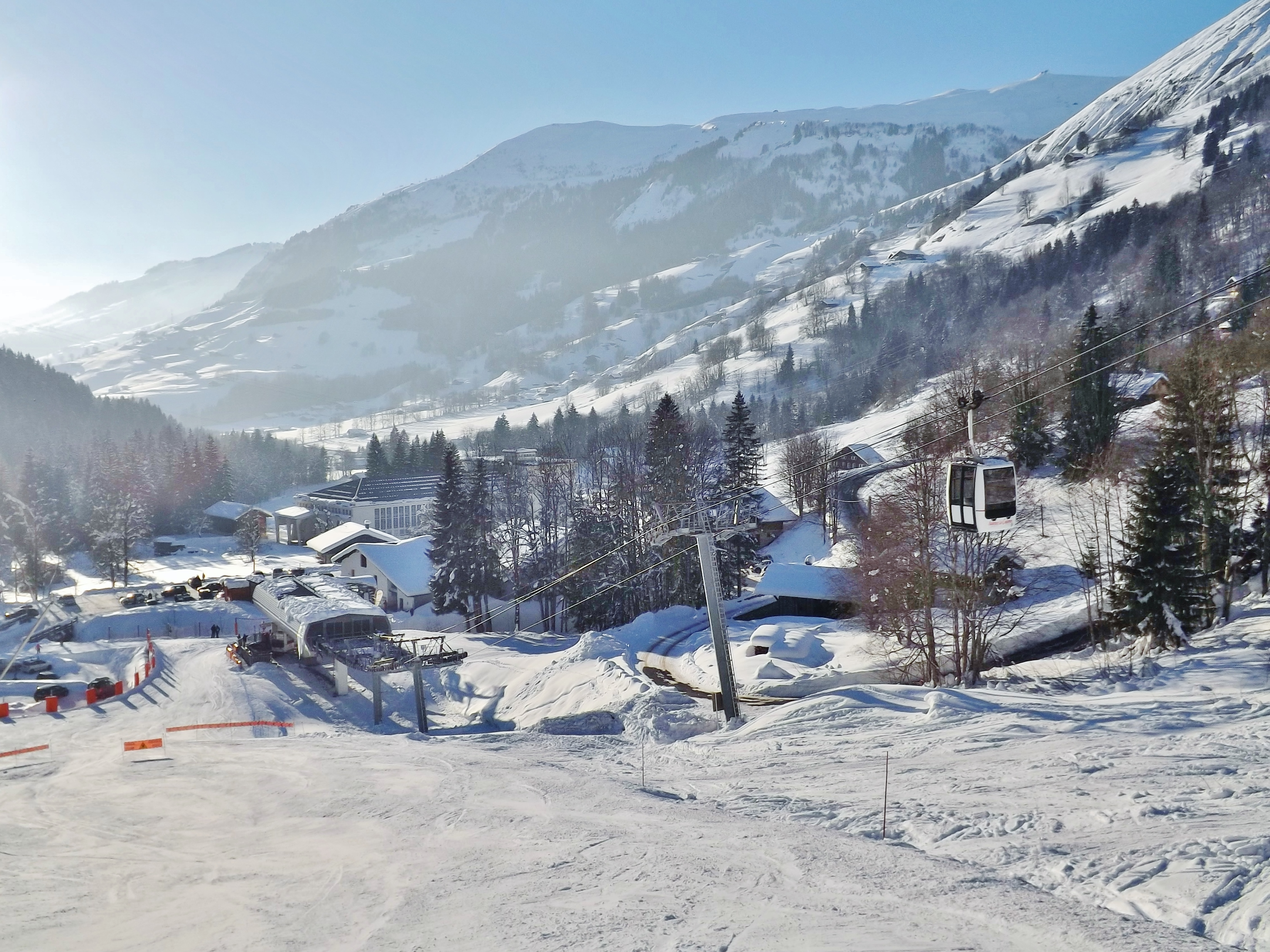
Hauteluce (Val Joly)
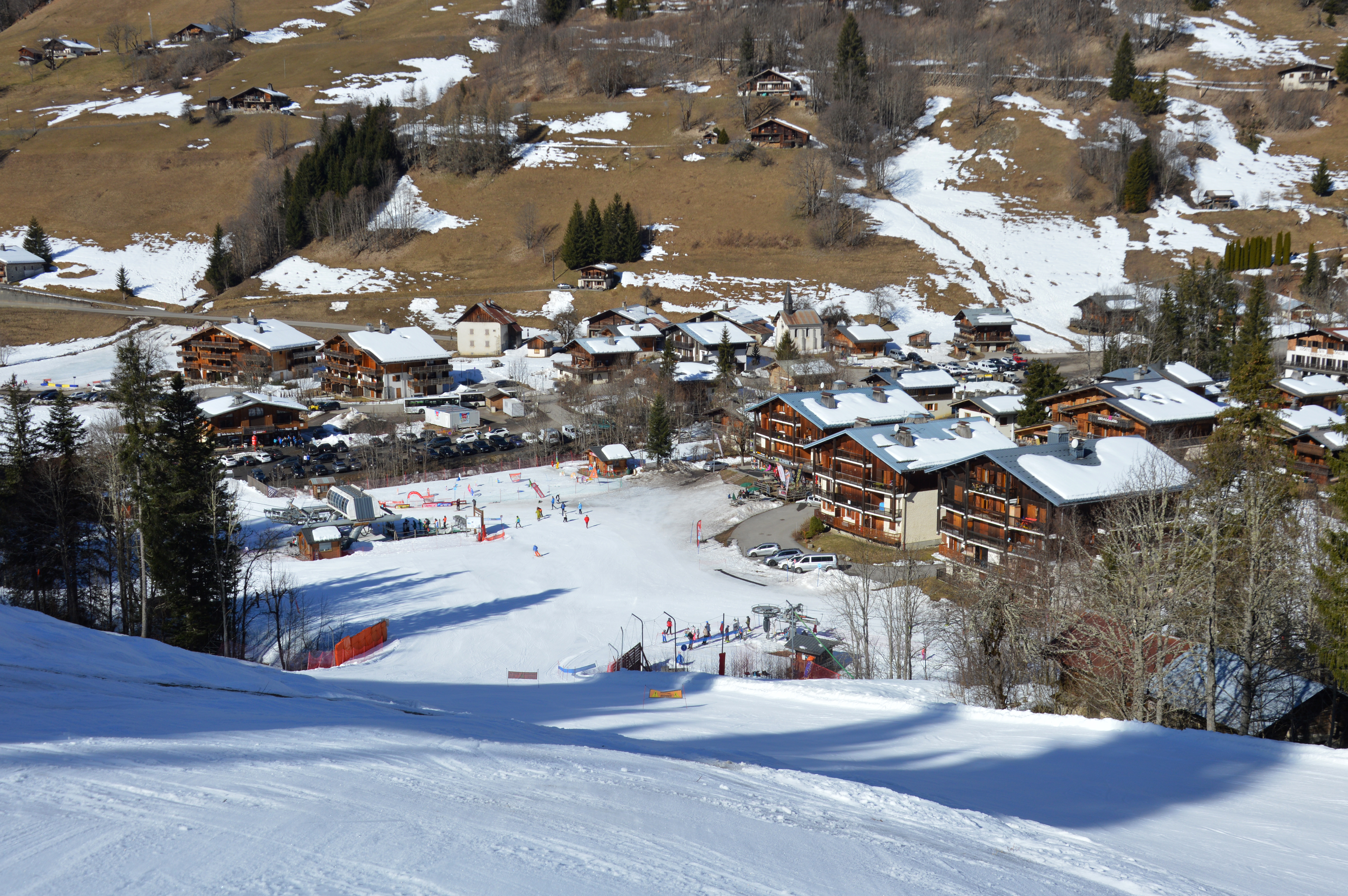
La Giettaz (Le Plan)
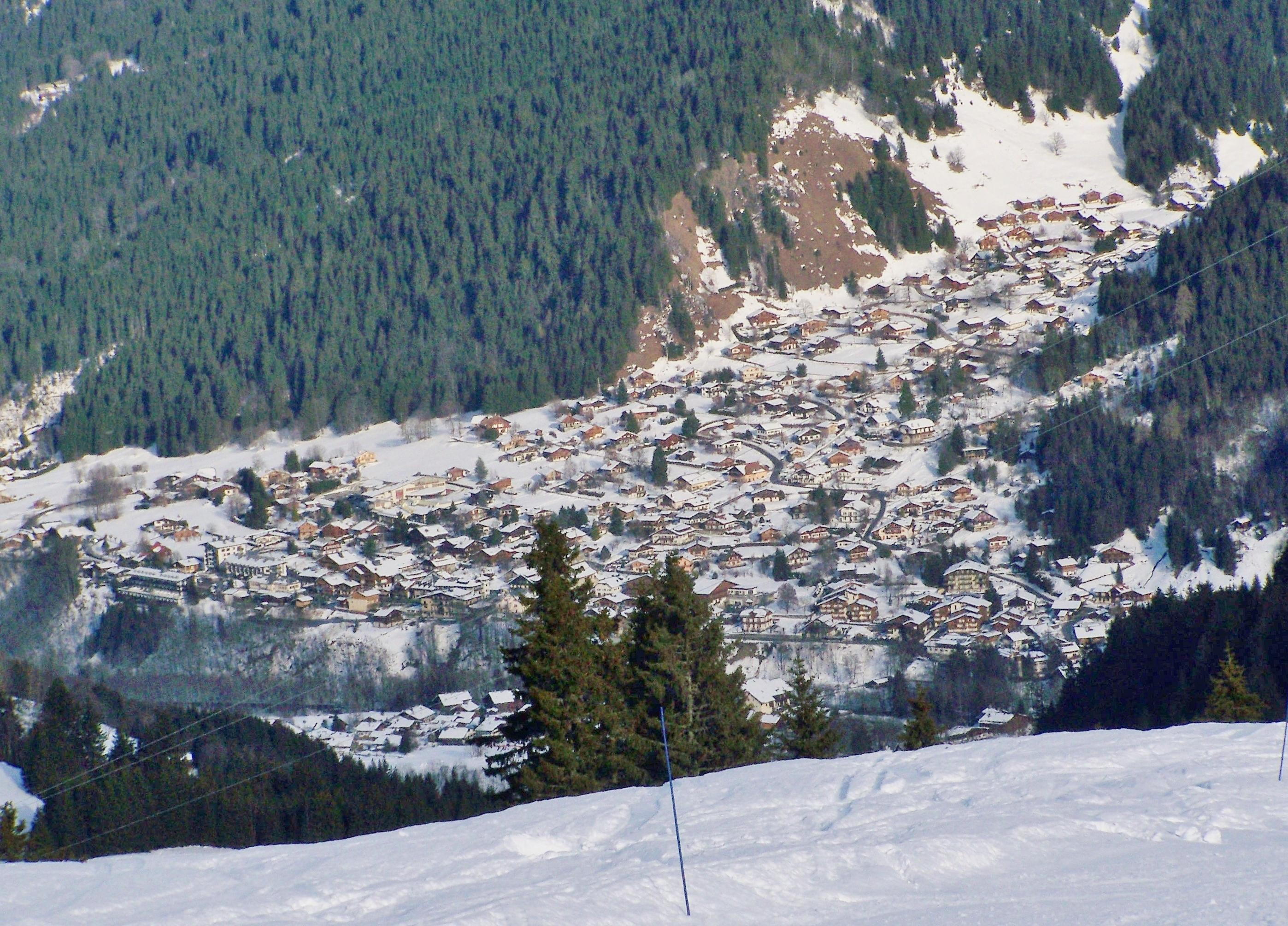
Les Contamines
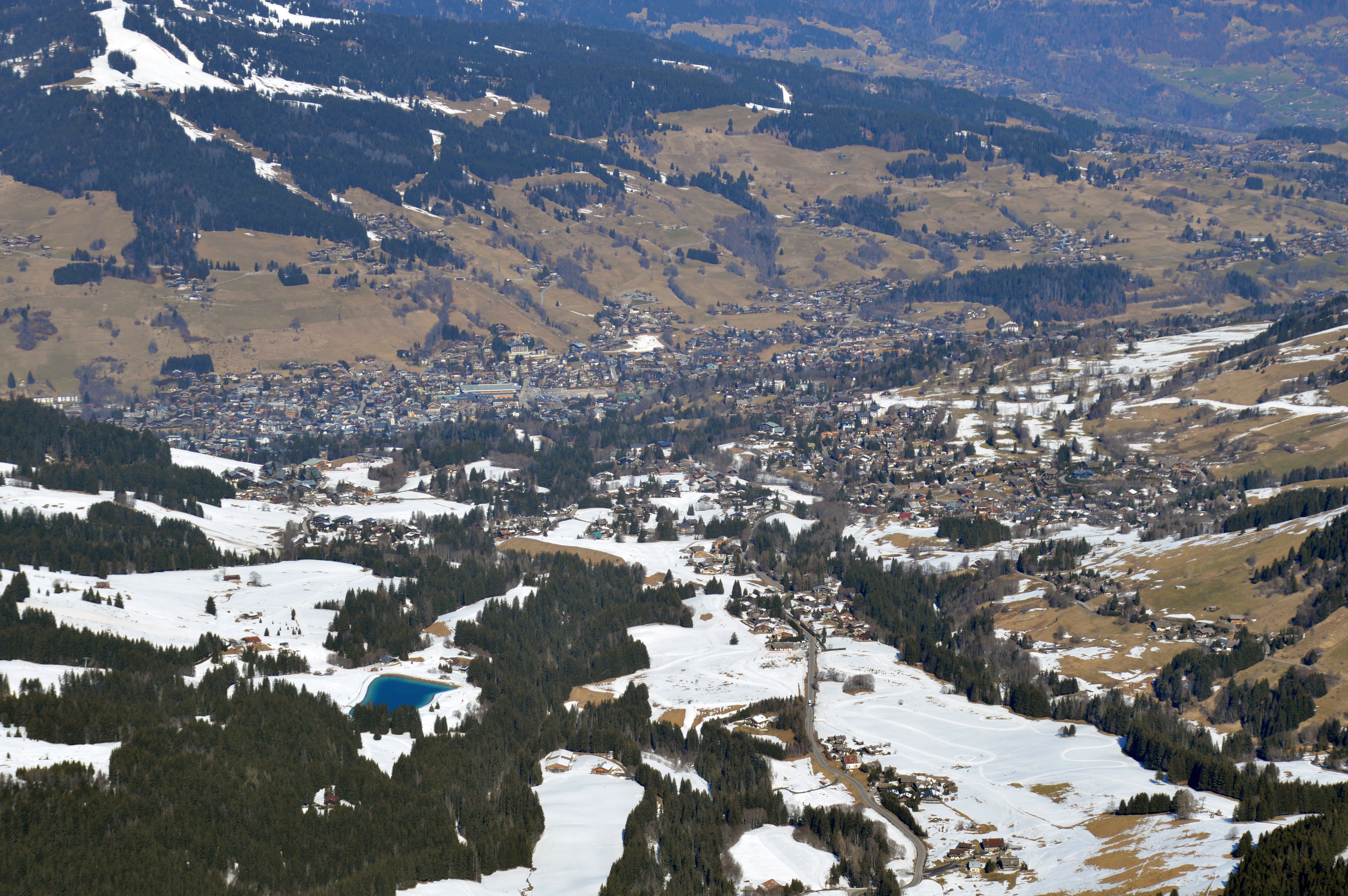
Megève
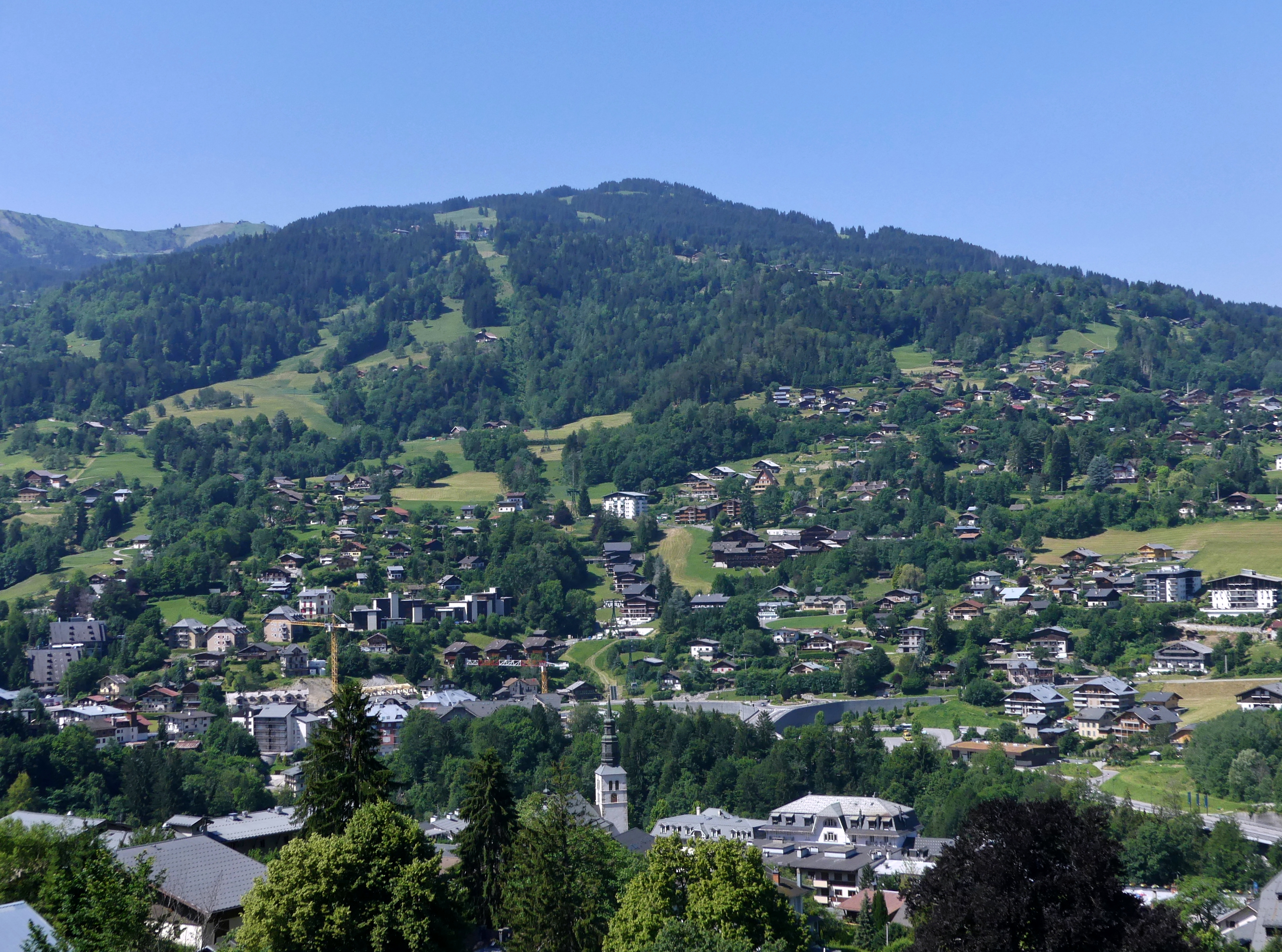
Saint-Gervais-les-Bains
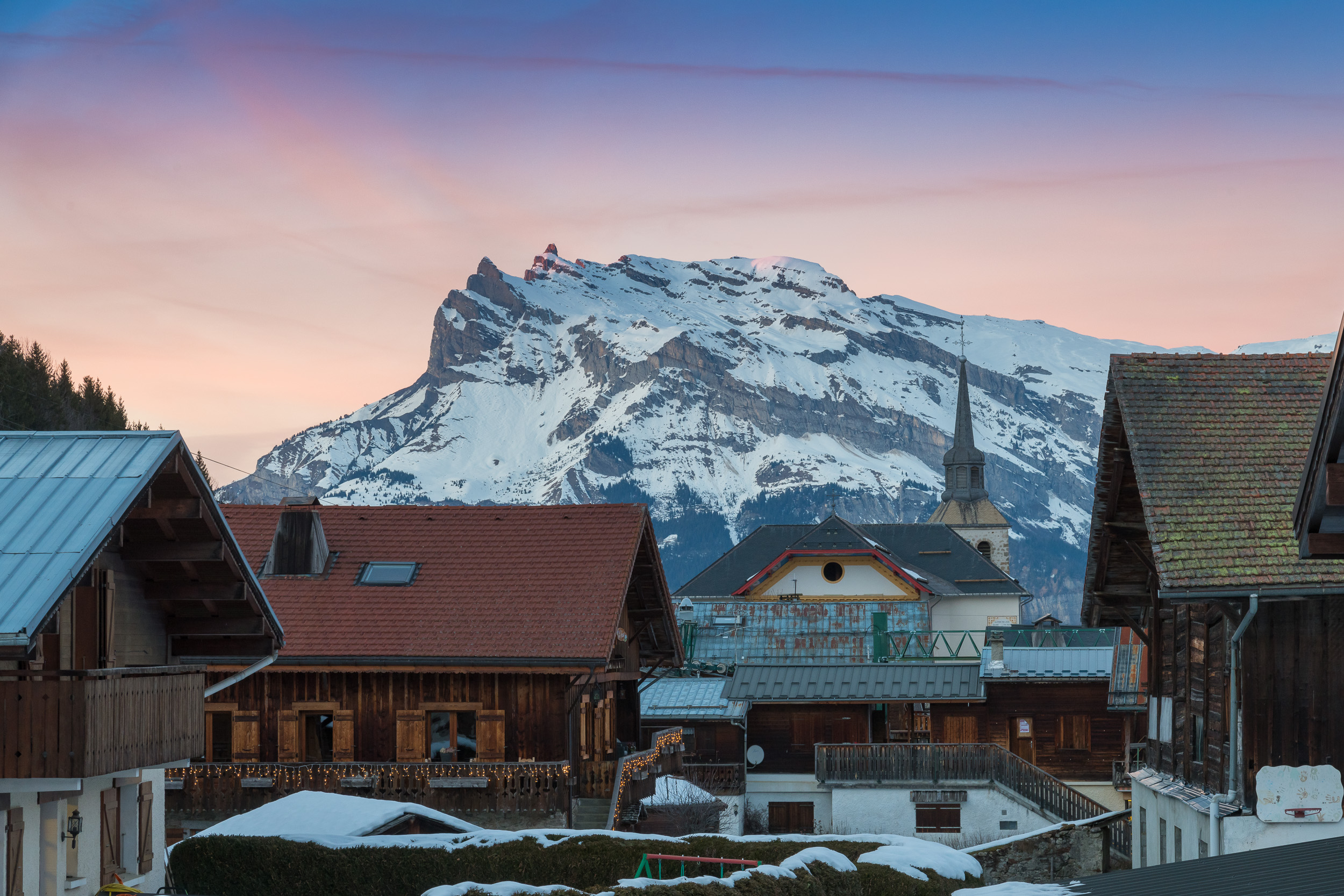
Saint-Nicolas-de-Véroce